# Château de Barbeau
Le château de Barbeau est une demeure située à Fontaine-le-Port près d'Héricy, en France.

## Situation et accès
L’édifice est situé sur le bord de la Seine, au sud du territoire de la commune de Fontaine-le-Port, vers les limites de ceux d'Héricy au sud et de Féricy à l'est. Plus largement, il se trouve dans le département de Seine-et-Marne, en région Île-de-France.

## Histoire
L'édifice est établi à l'emplacement de l'ancienne abbaye de Barbeau.
De 1810 à 1817, est établi dans le château une maison d'éducation gratuite pour les filles, sœurs et nièces de récipiendaires de la Légion d'honneur en tant que succursale de Saint-Denis, d'Écouen et des Loges. Le château est mis en adjudication le 8 mars 1869 avec une mise à prix s'élevant à 90 000 francs. La propriétaire, une dénommée Barthès, met en vente la propriété en demandant 800 000 francs : plusieurs personnes se disent intéressées, dont une dénommée Porgès, mais les accords n'aboutissent pas en raison du projet de la ligne de Corbeil-Essonnes à Montereau qui doit passer devant. Le domaine parvient à être vendu vers le début de l'année 1891 au dénommé Allemand, directeur de La Scala, de l'Eldorado et des Folies Bergère. Les bâtiments étant en bon état, il se contente de n'y faire que quelques réparations et une nouvelle couche de peinture, parallèlement à l'aménagement des jardins et pièces d'eau pour une habitation dès l'été.

## Structure
Pour l'adjudication du 8 mars 1869, l'étude d'un avoué de Melun dénommé Carette donne la description suivante du domaine : « château de Barbeau, situé commune de Fontaine-le-Port et par extension sur celle d'Héricy-sur-Seine, ferme à côté, enclos, eaux vives, jardin fruitier et d'agrément, terres et prairies : le tout d'une contenance de 73 hectares 87 ares et 45 centiares. ».